# Labuan
Labuan (malajsky labuhan = přístav) je ostrov, který leží u severního pobřeží Bornea a je součástí Malajsie. Má rozlohu 75 km² (91 km² včetně okolních ostrůvků, s nimiž tvoří jeden administrativní celek) a zhruba 90 000 obyvatel. Hlavním městem je Victoria. Labuan má status zvláštního území spravovaného přímo centrální vládou a je známý jako turistický a daňový ráj.

## Historie
Do té doby bezvýznamný ostrov obsadil roku 1846 britský důstojník James Brooke a udělal z něho základnu pro další výboje v oblasti. V roce 1907 se stal součástí britské kolonie Úžinových osad a roku 1963 byl připojen k Malajsii.

## Odraz v kultuře
Na Labuanu se odehrává děj románového cyklu od E. Salgariho Sandokan, který byl několikrát zfilmován. Sandokanova žena, Lady Marianna, byla známá též jako „Perla z Labuanu“.